# Eva Sjögren
Eva Birgitta Sjögren, född 29 mars 1930 i Stockholm, död 27 juli 2019 i Brännkyrka församling, Stockholm, var en svensk keramiker. Hon var gift med skulptören Christer Sjögren (1926-2008).

## Liv och verk
Efter en tecknande och målande barndom gick Eva Sjögren på Rolf Trolles målarskola och hösten 1947 började hon på Konstfacks keramiklinje under lärarna Sven Erik Skawonius, Edgar Böckman och Märta Ankarswärd-Grönvall. Sommaren 1949 praktiserande Sjögren hos krukmakare Karl Anjou i Skene, krukmakare i tredje ledet. Genom honom kom hon i kontakt med en uråldig tradition. Hon arbetade under ett år på Guldkrokens Keramikfabrik i Hjo, där hon formdrejade och hänklade koppar, målade blommor och blad på spargrisar och keramikkatter. 
Eva Sjögren gick ut Konstfack 1952. Hon inspirerades i Spanien av landets kraftigt dekorerade lergods, vars stil präglade hennes tidiga produktion. Hon startade tillsammans med klasskamraterna Gunilla Palmstierna och Greta Berge keramikverkstaden Tre Krukor på Skansen 1951, till vilken besökarna betalade inträde. Efter tre år öppnade Eva Sjögren tillsammans med maken Christer egen verkstad på Lundagatan i Stockholm med huvudsaklig tillverkning av bruksgods. Hennes tidiga produktion utgjordes av gräddvita koppar med ränder samt svarta fat, vinkrus, tekannor, skålar och bägare dekorerade med blyglasyrer och piplera. En tidig och långvarig succé var en ostburk med trälock. Vissa unika pjäser brände hon i vedeldad ugn på sitt sommarställe i Småland. 
Eva Sjögrens mest kända kaffe- och tekoppar kom till 1962 under en kurs på Capellagården på Öland, med från början en målad blomdekoration som förändrats över åren. Mellan 1960-talet och 1990-talet var hon i full verksamhet med bränningar av seriegods flera gånger i veckan och under en period på 1960-talet levererade hon bruksgods till IKEA. Sedan hon slutat med drejning av bruksgods har hon experimenterat med drejade, tunna föremål i porslinslera.
Eva Sjögren största utställningar var en retrospektiv på Kulturen i Lund 1982 och fem år senare på Höganäs museum. Hösten 2011 ställde hon ut porslin på Kaolin i Stockholm. Hon är representerad på bland annat Nationalmuseum, Kulturen i Lund, Röhsska museet och Jönköpings läns museum. Hon hade statlig inkomstgaranti.
Eva Sjögren är gravsatt i minneslunden på Skogskyrkogården i Stockholm.

## Verkstad
Eva Sjögren öppnade sin keramikverkstad (tillsammans med maken Christer) på Lundagatan 46 i Stockholm år 1955. Här arbetade Eva i över 60 år.
I början av 2016 tog Alexandra Johansson och Kinga Kremer över lokalen. Det skedde då en total renovering med överseende att behålla så mycket som möjligt från Evas historia i lokalen. Den officiella öppningen av verkstaden skedde den 31 mars 2016.